# Angela Aki My Keys 2006 in Budokan
アンジェラ・アキ　My Keys 2006 in 武道館 es el primer DVD de Angela Aki, grabado en el Nippon Budōkan el 26 de diciembre de 2006, en un concierto de solo piano de Angela. Se puso a la venta el 21 de marzo de 2007 en su versión DVD, y el 20 de junio la versión en Blu-ray Disc.
La canción サクラ色 - Sakura iro la compuso especialmente para este concierto. Además incluye la interpretación de varias versiones:  We Are the Champions, We Will Rock You (De Queen), Train-Train (de The Blue Hearts) y 赤とんぼ - Akatonbo, una canción tradicional japonesa para niños cantada por primera vez en 1921.

## Lista de canciones[1]
1. Rain
2. Will You Dance
3. ハレルヤ - Hareruya
4. Kiss Me good Bye
5. We Are The Champions
6. We Will Rock You
7. On & On
8. 心の戦士 - Kokoro no Senshi
9. 大袈裟に「愛してる」 - Oogesa ni 'Aishiteru'
10. 宇宙 - Uchuu
11. 愛するもの - Aisuru mono
12. 赤とんぼ - Akatonbo
13. Home
14. サクラ色 - Sakura iro
15. 奇跡 - Kiseki
16. Music
17. Train-train
18. This Love